# Commodore Format
 (mai 2019).
Si vous disposez d'ouvrages ou d'articles de référence ou si vous connaissez des sites web de qualité traitant du thème abordé ici, merci de compléter l'article en donnant les références utiles à sa vérifiabilité et en les liant à la section « Notes et références ».
Commodore Format était un magazine britannique édité par Future plc et destiné aux utilisateurs de l'ordinateur Commodore 64. Mensuel, il était publié le troisième jeudi de chaque mois. Soixante-et-un numéros sont parus vers la fin de la vie commerciale de la machine, d'octobre 1990 à octobre 1995. 